# 南国ちゅーばっか!
『南国ちゅーばっか!』（なんごくちゅーばっか!）は、こむそうによる日本の漫画作品。『月刊ヤングマガジン』（講談社）にて2010年6号から2012年7号まで連載。全25話、話数表示は「第○波」。単行本は既刊1巻（2011年8月5日時点）。

## 概要
日本の南国地域を舞台に、夏に関するものをテーマとしている。南国地域で暮らす女子中学生たちの平凡な日常を描いた物語。
連載開始時の題名は『ツナミ!ちゅー意報』だったが、2011年5月号（同年4月13日発売）掲載の第12話から現在の題名に改題された。
単行本は第1巻で刊行が停止しており、続巻未刊である理由は不明。雑誌掲載時には第25話の最終頁にて「第2巻は8月上旬発売」と告知があったものの、最終巻となる第2巻は発売されていない。

## 登場人物
藤岡ツナミ（ふじおか ツナミ）
本作の主人公。中2。褐色肌にボーイッシュな髪型、巨乳が特徴。「はちきれんばかりの健康優良児」と触れ込んでおり、中学生とは思えない発育の良さからからかわれることもしばしばで、ドッジボールのボールを持ったとき「どれがボール？」と言われ、みんなで海に行ったときには「狂った夏の果実」とも比喩される。帰宅部で、「食う 寝る 遊ぶ」に実践的。かなりの大食い。男子は苦手で恋話には赤面する。勉強は不得意。
岡崎早苗（おかざき さなえ）
中2。天然ボケでおっとりしており、ツナミが遅刻した時に「異世界に飛ばされ聖戦士として召還されたのかと思ってたー」と発言している。実家は資産家で裕福だが、そう呼ばれるのには嫌がる。優希とは小学校時代からの幼馴染。比較的身長が高いほうだが気にしている。ツナミに隠れがちだがスタイルはいい。また、面倒見がいい。みんなで海に行ったときに「Wおっぱいなう」「ポロリ・なう」などと写真付でネットでつぶやくなど、無神経なところもある。勉強は得意で、夏休みの宿題を早く終わらせている。
宮内カナ（みやうち カナ）
中2。金髪のツインテールで幼児体型。その容姿を気にしており、子供扱いされると怒るが、甘い物をあげると大人しくなる。その上泣き虫。言動や思考も子供そのもの。また、逆にその容姿を生かすこともあり、みんなで海に行った際、ナンパされていたルーシーを彼女の子供を演じることで散らしたことも（厳密には、ルーシーが駆け寄ってきたカナを捕まえ、とっさに彼女の母親だと発言した）。ツナミとは同じ小学校出身で、当時からコンビを組み、こども梁山泊の首領と副首領をしていた。アイスクリームが好物で、真冬でも食べるほど。ツナミと同じくかなりの大食い。勉強は不得意。
佐々木優希（ささき ゆうき）
中2。ツナミと同じくボーイッシュ。男勝りで、一人称は「オレ」。陸上部所属で、短距離走が得意。早苗とは小学校時代からの幼馴染。男前な性格から女子には人気があるが、女に見られないことを気にしている。また、背が伸びないのが悩みだったが、カナと知り合って気にしなくなった。実家の部屋にはぬいぐるみが多く置いてある。
山口湊（やまぐち みなと）
中2。メガネっ娘。一人称は「僕」。同性を好み、自分が女に生まれたことを最大限に利用している。背後からツナミの胸を揉むなどレズ気質があり、ツナミに「エロ眼鏡」と呼ばれる（本人いわく「自分にとっては褒め言葉」）。写真部所属。自宅のパソコンの隠しフォルダには、厳重なプロテクトがかかっている。勉強は得意で、夏休みの宿題を早く終わらせている。衣装に詳しい従姉がいる。
速水涼子（はやみ りょうこ）
中2。ツナミたちのクラス委員長。責任感が強く生真面目な性格で頭が固い。自由気ままなツナミたちとは対立するが、ツナミたちの仲の良さをうらやましがっている。
ルーシー・塚本・バレー（ルーシー・つかもと・バレー）
ツナミたちのクラスの担任教師。担当教科は英語。アメリカ出身。祖母が日本人のクオーター。片言交じりで話す。金髪碧眼で、ツナミ以上の爆乳で白い肌というスタイルの良さから、ツナミたちとみんなで海に行ったときに優希に「白鯨」と比喩される（さらに、ナンパされている）。そのスタイルから生徒からの人気は高い。ツナミたちにいつも振り回されているいじられキャラと化している。子供の頃から日本に憧れ、物心ついたときに来日した。年齢・スリーサイズは謎。

## 書籍
- こむそう 『南国ちゅーばっか!』講談社〈KCDX〉、既刊1巻
  1. 2011年8月5日初版発行・発売 ISBN 978-4-06-376083-5 / 表紙：藤岡ツナミ[1]